# Afflicted
Afflicted was een Zweedse deathmetalband. De band werd opgericht in 1992 en ging in 1995 uit elkaar.

## Artiesten
- Michael van der Graaf - zang
- Jesper Thorsson - gitaar
- Joacim Carlsson - gitaar
- Philip Von Segebaden - basgitaar
- Yasin Hillborg - drums

## Vroegere leden
- Joakim Broms - zang

## Discografie
- 1992 - Prodigal Sun - (Nuclear Blast)
- 1995 - Dawn Of Glory - (Massacre)